# Melocactus conoideus
A Melocactus conoideus kaktuszféle, egyedei Brazíliában őshonosak. Akárcsak a Melocactusok nemzetségének többi tagjánál, ennél a fajnál is a növény tetején helyezkedik el a cephalium, amely egy gyapjas-sörtés rész, ahol sűrűn helyezkedik el a tövispárna, melynek megnevezése az areola. A növény virágai kizárólag ebből a részből fejlődhetnek ki.

## Élőhelye
A Melocactus conoideus természetes élőhelye a száraz szavannán van.

## Veszélyeztetettsége
E faj egyedeinek elsődleges veszélyforrása az élőhelyeinek elvesztéséből adódik, amelyet az olyan emberi tevékenységek fenyegetnek leginkább, mint az ipar, a bányászat, illetve a mezőgazdasági termelés.

## Fordítás
Ez a szócikk részben vagy egészben  a   Melocactus conoideus című angol Wikipédia-szócikk ezen változatának fordításán alapul.  Az eredeti cikk szerkesztőit annak laptörténete sorolja fel. Ez a jelzés csupán a megfogalmazás eredetét és a szerzői jogokat jelzi, nem szolgál a cikkben szereplő információk forrásmegjelöléseként.